# QSP (Zeitschrift)
QSP ist eine monatlich erscheinende österreichische Zeitschrift für Amateurfunk, die vom Österreichischen Versuchssenderverband (ÖVSV) herausgegeben wird.
Sie ist das offizielle und parteiunabhängige Organ des ÖVSV. Der Name der Zeitschrift nimmt Bezug auf den Q-Schlüssel; hier steht QSP für die gebührenfreie Vermittlung einer Nachricht.
Die QSP enthält
- aktuelle Informationen über den Amateurfunkdienst aus dem nationalen österreichischen und internationalen Bereich
- vereinsinterne Informationen und Berichte
- technische Artikel über alle Bereiche des Amateurfunks
- Bauanleitungen
- Testberichte amateurfunk-spezifischer Geräte

Die QSP ist im freien Handel nicht erhältlich. Der Bezug erfolgt per Post im Rahmen der Mitgliedschaft im ÖVSV. Exemplare können ungefähr sechs Monate nach dem jeweiligen Erscheinungsdatum von jedermann frei heruntergeladen werden.